# Gnophos pulchraria
Gnophos pulchraria là một loài bướm đêm trong họ Geometridae.